# موزه امام علی

نمای موزه هنرهای دینی امام علی

موزه هنرهای دینی امام علی، یکی از موزه‌های استان تهران است.

## ویژگی‌ها
این موزه در خردادماه سال ۸۲ افتتاح شده‌است و در بنایی ۴ طبقه واقع می‌باشد. همانطور که از نام این موزه پیداست همه فعالیت‌هایی که در این موزه انجام می‌شود مربوط به آثار دینی و مذهبی است که شامل تابلوهای نقاشی نقاشی‌های قهوه‌خانه‌ای و آثاری مربوط به پرده خوانی در زمان‌های قدیم می‌باشد. این موزه توسط مهندس پرویز بهنا طراحی شده است.
آثار هنرمندان خوشنویس که در رابطه با مسائل مذهبی کار انجام داده‌اند ازدیگر آثاریست که در این موزه وجود دارد. در طبقه همکف این موزه نمایشگاه‌های دوره‌ای برگزار می‌شود که چندی پیش اصل پرده کعبه که به ایران هدیه شده بود در این نمایشگاه در معرض دید عموم قرار گرفت. آمفی‌تئاتری در این موزه وجود دارد که جلسات عرفانی ادبی و فرهنگی با حضور نویسندگان و شعرای که کارهای مذهبی انجام داده‌اند، در این مکان برگزار می‌شود.

## بخش‌ها
- طبقه زیرهمکف مرمت آثار تأسیسات
- طبقه همکف نمایشگاه ادواری
- نیم‌طبقه ۱) تابلوهای نقاشی معاصر
- نیم‌طبقه ۲) آثار خوشنویسی مستقر می‌باشد

نشانی: تهران، خیابان ولی‌عصر، بالاتر از بلوار میرداماد، روبروی بزرگراه آیت الله هاشمی رفسنجانی، بلوار اسفندیار،شماره 35